# Parsteinsee
Parsteinsee è un comune del Brandeburgo, in Germania.

Appartiene al circondario del Barnim ed è parte dell'Amt Britz-Chorin-Oderberg.

## Storia
Il comune di Parsteinsee venne formato il 1º marzo 2002 dalla fusione dei comuni di Lüdersdorf e Parstein.

## Geografia antropica

### Suddivisioni amministrative
Il territorio comunale comprende i 2 centri abitati (Ortsteil) di Lüdersdorf e Parstein.